# Aleksanteri Toivola
Aleksanteri Toivola (4. března 1893 Vyborg, Rusko – 27. srpna 1987 Helsinky, Finsko) byl finský zápasník, reprezentant v zápase řecko-římském.
V roce 1924 na olympijských hrách v Paříži vybojoval stříbrnou medaili v pérové váze, když ve finále prohrál s Kalle Anttilou. V roce 1928 na hrách v Amsterdamu obsadil ve stejné kategorii dělené šesté místo. V roce 1921 vybojoval stříbro na mistrovství světa, když opět byl nad jeho síly jeho věčný rival Anttila. V letech 1922 a 1923 vybojoval stříbro na finském šampionátu.
Jeho syn Lassi Toivola byl předním zápasnickým rozhodčím. Jeho prasynovec Jukka Toivola reprezentoval v maratonském běhu.